# Баррети з Вімпоул-стріт
Баррети з Вімпоул-стріт (англ. The Barretts of Wimpole Street) — американська біографічна мелодрама режисера Сідні Франкліна 1934 року. Фільм був номінований на дві категорії премії «Оскар»: найкращий фільм та найкраща жіноча роль.

## Сюжет
У великій родині Барретів, що проживає на Вімпоул-стріт у Лондоні, головний — батько. Він не дозволяє нікому зі своїх дітей навіть думати про шлюб. Особливо він піклується про свою старшу дочку — відому поетесу Елізабет, яка прикута до інвалідного крісла. Але знаходиться сміливець, на ім'я Роберт Браунінг, якого не бентежить хвороба дівчини, і він пропонує їй руку і серце. Батько намагається зробити все, щоб шлюб не відбувся.

## У ролях
- Норма Ширер — Елізабет Баррет
- Фредрік Марч — Роберт Браунінг
- Чарльз Лотон — Едвард Мултон-Барретт
- Морін О'Салліван — Генрієтта Барретт
- Кетрін Александр — Арабель Барретт
- Ральф Форбс — капітан Сартіз Кук
- Меріон Клейтон — Белла Хедлі
- Єн Вульф — Гаррі Беван
- Фердинанд Муньєр — доктор Чемберз
- Уна О'Коннор — Вілсон